# Selci
Selci ist eine italienische Gemeinde mit 1135 Einwohnern (Stand 31. Dezember 2023) in der Provinz Rieti in der Region Latium.

## Geographie
Selci liegt 61 km nordöstlich von Rom und 43 km südwestlich von Rieti in der Niederen Sabina, dem Hügelland oberhalb des Tals des Tiber. Das Gemeindegebiet erstreckt sich von 112 bis 286 m s.l.m.
Zur Gemeinde gehört der Ortsteil Sant’Eleuterio. Die Gemeinde befindet sich in der Erdbebenzone 2 (mittel gefährdet). Die Nachbargemeinden sind Cantalupo in Sabina, Forano, Tarano, Torri in Sabina.

## Verkehr
Selci liegt an der strada statale 657 Sabina (SS 657), die von Galantina (SS 313) zur Tiberbrücke Ponte Felice an der Via Flaminia führt. Die nächste Autobahnauffahrt ist Ponzano - Soratte auf die A1 Autostrada del Sole. Der nächste Bahnhof ist in Forano–Gavignano an der Regionalbahnstrecke FR1 in 7 km Entfernung vom Ortszentrum.

## Geschichte
1192 wird Selci erstmals im päpstlichen Register als castrum Silicii erwähnt. Am 16. April 1368 wurde der Ort von Papst Urban V. an die Familie Orsini aus der Linie Bracciano vergeben. Clemens VIII. erhob Virginio Orsini zum ersten Herzog von Selci. 1569 wurde er an Paolo Emilio Cesi verkauft, 1697 jedoch wurde Selci an die Familie Vaini übergeben, die es 1722 an die Camera Apostolica veräußerte. Selci wurde im späten 19. Jahrhundert als selbständige Gemeinde konstituiert, die 1861 zu Italien kam.

## Bevölkerungsentwicklung
| Jahr      | 1861 | 1881 | 1901 | 1921 | 1936 | 1951 | 1971 | 1991 | 2001 |
| --------- | ---- | ---- | ---- | ---- | ---- | ---- | ---- | ---- | ---- |
| Einwohner | 1068 | 1088 | 1193 | 1076 | 1332 | 1301 | 969  | 937  | 1000 |

Quelle: ISTAT

## Politik
Egisto Colamedici (Lista Civica: Selci Domani) wurde am 26. Mai 2019 zum neuen Bürgermeister gewählt.

## Sehenswürdigkeiten
- Die Pfarrkirche Santissimo Salvatore besitzt eine ansehnliche Fassade und hat im Innenraum drei Gemälde, von denen dasjenige mit Christus als Weltenerlöser mitsamt diversen Heiligen und Engeln das wichtigste ist.
- Die Porta castrum Silice bietet als einziges Tor den Zugang ins Centro Storico und besteht aus dem Tor und einem zugehörigen Seitengebäude.
- Der Palazzo Orsini steht auf geböschten Mauern daneben und zeigt einen rustikalen Stil. Ein massiver Viereckturm ist das Wahrzeichen des Ortes.

## Söhne und Töchter des Ortes
- Enzo Stefanini (* 1952), General der italienischen Militärluftfahrt und deren ehemaliger Generaldirektor